# Bobby Baker (artista)
Bobby Baker (1950, Kent) es una artista multidisciplinar y activista británica que trabaja a través de performance, dibujos y multimedia. Baker es la directora artística de la organización de artes Daily Life Ltd.

## Trayectoria

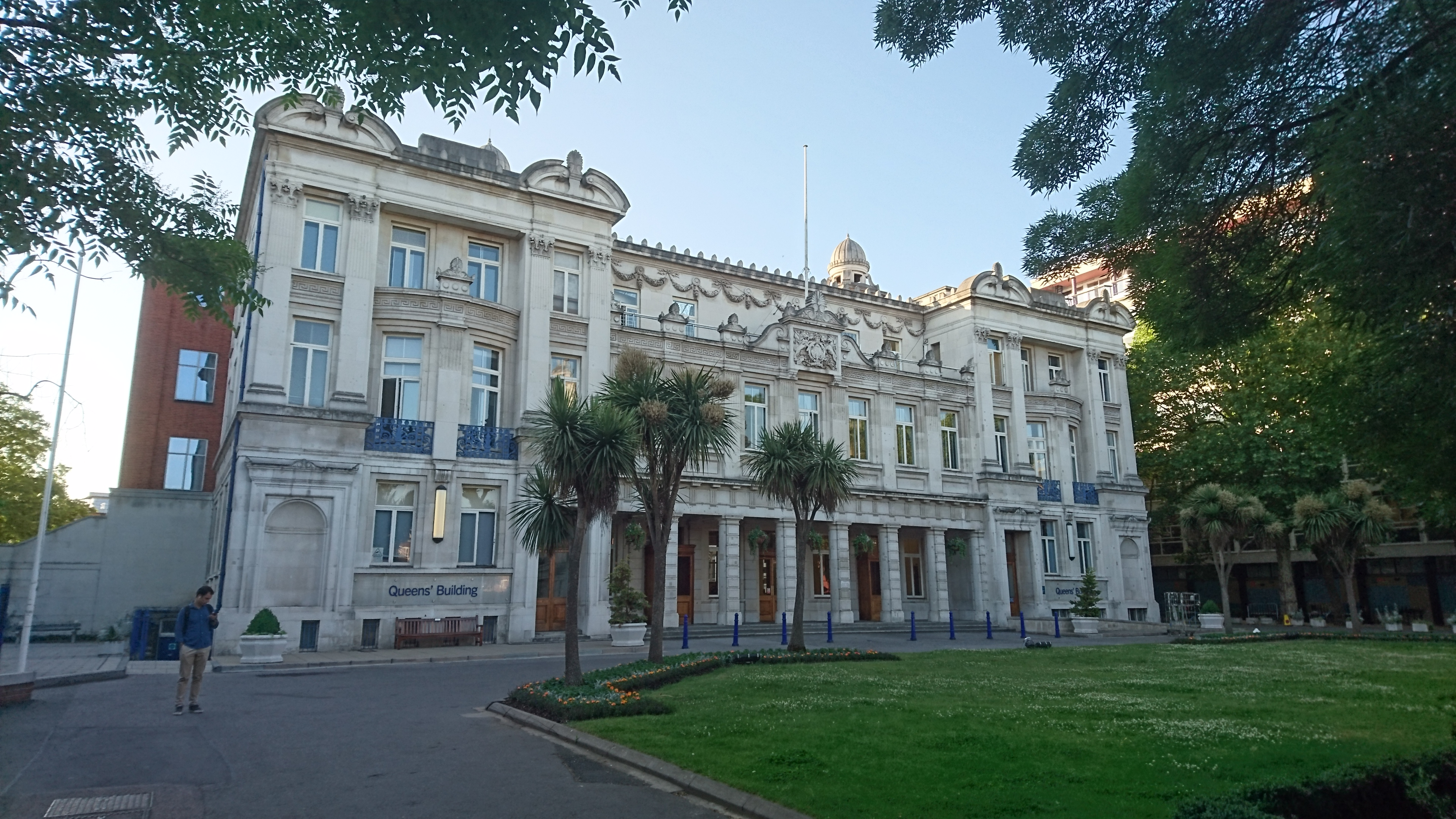
Queen Mary University (Londres)

Bobby Baker nació en el año 1950 en Kent (Inglaterra). Estudió pintura en el St. Martins School of Art (actualmente Central Sant Martins) entre 1968 y 1972.
En una carrera de más de cuatro décadas, entre otras cosas, ha hecho una versión comestible y sabrosa de su familia a tamaño natural; ha abierto su cocina al público; y ha conducido por las calles de Londres atada a la parte trasera de un camión dirigiéndose a transeúntes a través de un megáfono para que se organicenː "Pull Yourselves Together". En su serie, Timed Drawings, entre 1984 y 1985, cronometró cuántos minutos conseguía robar al día para ella entre sus obligaciones como madre, ama de casa y su trabajo. En la década de noventa, la artista británica recorrió el mundo con varios de sus espectáculos, entre ellos Kitchen Show y How to Live.
Durante su estancia en la Queen Mary University (2005-2011) prosiguió sus investigaciones y activismo. En 2009 expuso sus Diary Drawings en la Wellcome Collection de Londres, una de las entidades más prestigiosas de la capital británica, sus dibujos del diario de aquellos11 años en que recibió tratamiento psiquiátrico. En 2010 publicó el libro con la experiencia de aquella época, Diary Drawings: Mental Illness and Me con el que conseguiría el Mind Book de 2011, sobre el que diría “para que la gente deje de juzgar las enfermedades mentales como una debilidad y darles esperanza”. Bobby Baker fue nombrada Miembro Honoraria del Queen Mary en 2011.
La exposición Bobby Baker. Tarros de Chutney, en La Casa Encendida de Madrid, se presentó en 2019 por primera vez en España con un recorrido por su obra a través de sus dibujos y vídeos, incluyendo series inéditas como la de sus Diary Drawings, una selección de más de 700 dibujos realizados por la artista a lo largo de 11 años, cuando fue tratada de una enfermedad mental. También llevó a cabo su más emblemática performance Drawing on a Mother's Experience, retitulada como Drawing on a (Grand) Mother's Experience, coincidiendo con su experiencia como abuela.
En esta exposición lanzó su último proyecto, Epic domestic, su plan para crear un Partido Revolucionario Nacional para el siglo XXI. Según sus palabrasː "Mi objetivo es que salgamos a las calles vestidas con trajes exquisitos, extraños pero útiles para hacer campaña a favor de un Nuevo Mundo en el que finalmente se nos recompense por nuestro extremadamente infravalorado trabajo doméstico".

### Daily Life Ltd
En 1995 fundó Daily Life Ltd, una organización en la que Baker realiza trabajos artístico con otras personas. Juntas crean un arte potente que investiga y cuestiona a la gente sobre qué piensan a cerca del feminismo, la vida cotidiana y la salud mental. Estas obras de arte atraviesan muchas disciplinas y proporcionan experiencias artísticas únicas y de alta calidad para una amplia gama de audiencias tanto a nivel nacional como internacional. Su objetivo es "crear un gran arte que llegue a las partes a las que no llega otro arte". Combatir la estigmatización y la discriminación de las personas que sufren de angustia mental y sensibilizar a la opinión pública sobre este sector vital, son sus metas. En marzo de 2011 Daily Life Ltd pasó a formar parte de la cartera nacional del Arts Council England, el organismo público que se encarga de promover las artes escénicas, visuales y literarias en Inglaterra desde 1994.

## Trabajos destacados

### Diary Drawings: Mental Illness and Me 1997- 2008
En 1997 comenzó  su Diary Drawings a la vez que inició sus visitas como paciente de un centro de día. Sus dibujos se convirtieron gradualmente en una forma de comunicar pensamientos y emociones complejas a su familia, amigos y profesionales. Reflejan las experiencias de Bobby en hospitales de día, salas de psiquiatría de agudos, equipos de "crisis" y una variedad de tratamientos. Ellos trazan los altibajos de su recuperación, su vida familiar, su trabajo como artista, el cáncer de mama y lo divertido que puede ser todo esto.
Durante los noventa, la artista británica recorrió el mundo con varios de sus espectáculos -entre ellos “Kitchen Show” y “How to Live”-, pero hace casi veinte de la última vez que presentó Drawing on a Mother’s Experience.

### Mad Gyms & Kitchens
Este espectáculo en vivo, fue encargado para formar parte del proyecto "London 2012 Unlimited" para la olimpiada cultural. Se trata de un programa de giras de 120 minutos de duración a partir de sus propias experiencias de enfermedad y recuperación ganada con esfuerzo. Diseñado en colaboración con el escultor Charlie Whittuck, un extraordinario conjunto de fantásticos aparatos de "recuperación" promete muchas sorpresas, así como equipos técnicos de última generación, todos ellos desarrollados pensando en el bienestar.

## Activismo
La exposición Wellcome Trust Diary Drawing (2009) de Baker sobre su experiencia en enfermedades mentales y su recuperación, la lanzó a una plataforma mundial de activistas de salud mental y arte, conectándola con una creciente red de organizaciones y profesionales. Desde entonces, ha intentado utilizar su posición para ayudar a promover y fomentar oportunidades para diversos artistas marginados. Su trabajo se centra en aspectos infravalorados y estigmatizados de la vida cotidiana y el comportamiento humano, comprometiéndose expresamente a poner de relieve las vidas de las mujeres en la corriente principal y otorgarles un estatus a las denominadas actividades diarias "humildes".
Como artista femenina de renombre internacional con experiencia personal de enfermedades mentales y discapacidad física, Baker ofrece una auténtica figura de recuperación y liderazgo a través de la creatividad. Está en una posición única, con la experiencia, la perspicacia, el talento y una extensa red interdisciplinaria para investigar y celebrar las formas creativas en que las personas manejan las dificultades y la privación del derecho al voto.

## Obra[13]
- Baseball Boot Cake (1972)

- Meringue Ladies World Tour I & II (1973)

- An Edible Family in a Mobile Home (1976)
- Packed Lunch (1979)
- SPITTING MAD (1996)
- Timed drawing (1984)
- Drawing on a Mother’s Experience (1988)
- Cook Dems (1990)

- Daily Life Series (1991-2001)
- Table Occasions (1997)
- Diary Drawings (1997-2000)
- Pull Yourself Together (2000)
- How to live (2007)
- First F.E.A.T. (2008)
- Give Peas a Chance (2008)
- A Model Family Pilot (2008)
- Made Gyms and Kitchen (2012-2013)
- Drawing on a (Grand) Mother's Experience (2019)
- Tarros de Chutney (2019)

## Lectura adicional
- Michèle Barrett, Bobby Baker (2007), Bobby Baker: redeeming features of daily life, Routledge, ISBN 978-0-415-44411-8. (enlace roto disponible en Internet Archive; véase el historial, la primera versión y la última).

- Dear Diary, Outside In The Interview: Bobby Baker, The Guardian Loose Ends, BBC Radio 4